# 福井県道245号永平寺線
福井県道245号永平寺線（ふくいけんどう245ごう えいへいじせん）は福井県吉田郡永平寺町内にある国道と寺院を結ぶ一般県道である。

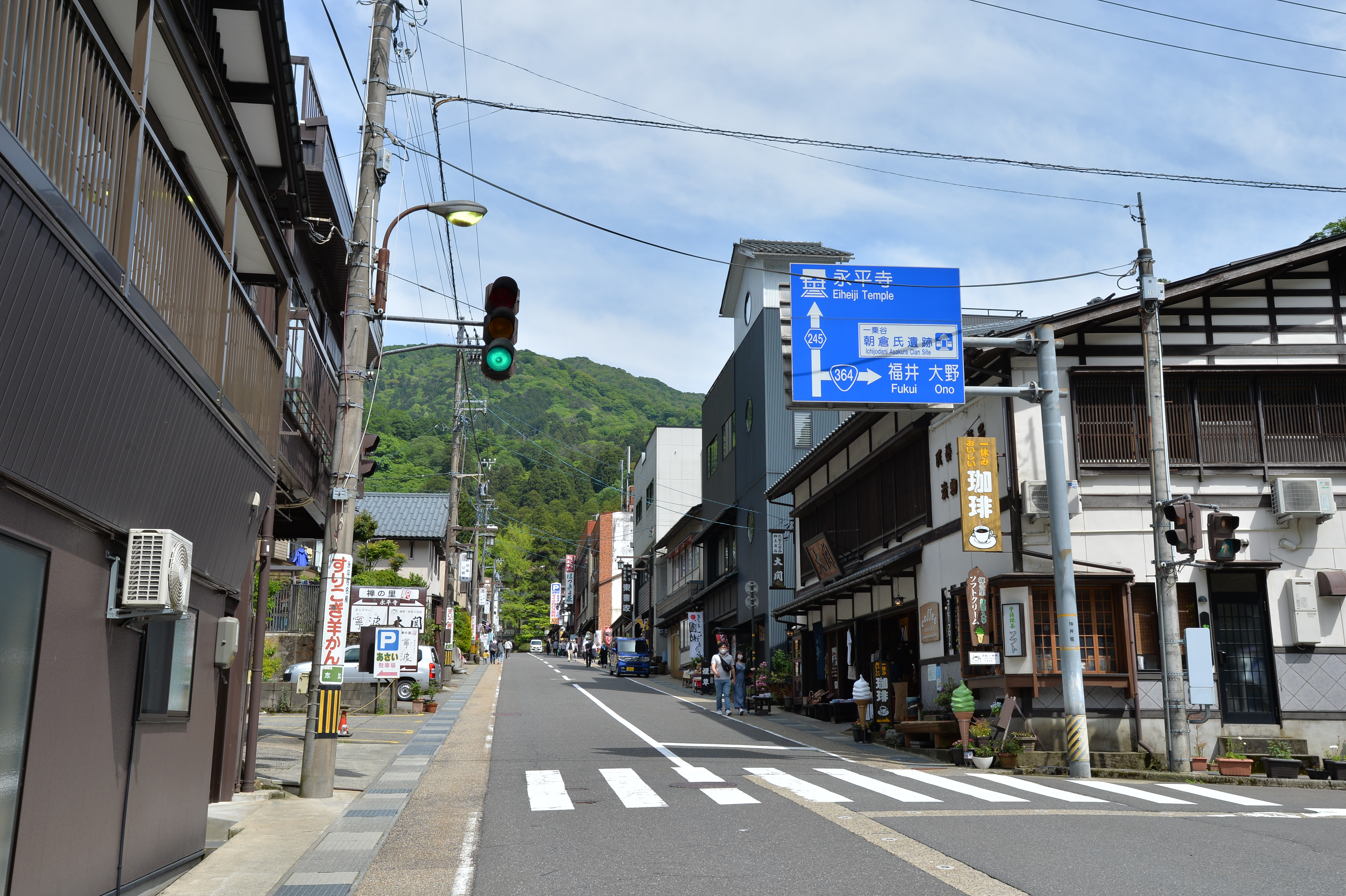
福井県道245号永平寺線
永平寺町志比の終点・国道364号交点より永平寺方面（2022年5月）

## 路線概要
曹洞宗大本山永平寺と国道を結ぶ役割を担う県道である。指定区間は非常に短く福井県道の中でも屈指である。参道をそのまま県道指定している点が特徴的な県道である。ちなみに道は永平寺で終わるわけではなく、そこまでしか指定されていないというだけであり、さらに奥の永平寺ダムまで続いている。

### 路線データ
- 起点：福井県吉田郡永平寺町志比
- 終点：同上

## 道路状況
上記した通り、参道をそのまま県道指定しているため、歩行者が非常に多い。全線片側一車線が確保されているが、寺院が大佛寺山の中腹にあるため、勾配は急である。道の両側に土産物屋やおろし蕎麦屋が軒を連ねており、歴史的な寺院の雰囲気をかもし出している。永平寺に参るためには必ずこの県道を通らなくてはならないため、連休などには非常に混雑するので参拝の際には注意が必要である。

## 接続道路
- 国道364号

## 沿線
- 永平寺